# Buzdugan (armă)

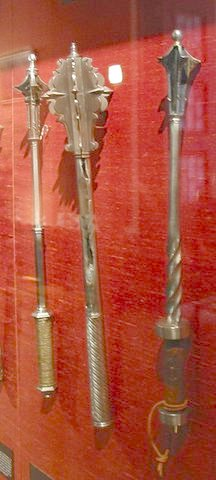
Buzdugane medievale

Buzduganul (din turcă bozdoğan) este o armă albă folosită în evul mediu, formată dintr-o ghiulea de fier de circa 10 - 15 kg (după dorința celui care comanda arma la manufactură), așezată în capul unei cozi de lemn sau legată de coadă cu un lanț. Din prima formă derivă sceptrul, ca însemn al puterii suverane. A doua formă era, ca și buzduganul, o armă masivă. La o coada de lemn se atașa, cu un lanț, o ghioagă metalică, cu sau fără țepi.  Acest tip de armă se numea și bici de luptă. 

## Buzduganul ca armă
Buzduganul derivă din ghioaga din lemn prevăzută cu țepi de metal, folosită ca o armă a țăranilor chemați la luptă, care erau prea săraci să-și permită o sabie.  
În Imperiul Roman, buzduganul (în latină clava, cel din lemn, sau clava ferrea, cel metalic) a fost întrebuințat pe scară largă în secolul al II-lea d.Hr. Avea un corp metalic pe care sunt montate vârfuri masive ascuțite cu înmănușare tubulară. De formă mai mică era întrebuințat de cavalerie la sfârșitul Imperiului. În Dacia este cunoscut buzduganul descoperit la Romula.
În secolul al XV-lea, pentru buzdugan se folosea forma cilindrică, întărită cu șase fețe proeminente, iar în secolul al XVI-lea cu șase până la opt fațete arcuite. Capul buzduganului a cunoscut forme diferite, de la cele cu dardă în vârf, înconjurat de corpi ascuțiți până la cele cu cap simplu, cu vârf alungit.

## Arheologie
- În satul Dalnic, Covasna a fost descoperit un buzdugan de andezit, specific culturii Coțofeni.
- Pe raza localității Ațel, Sibiu a fost descoperit un buzdugan de bronz cu 12 colțuri.[4]

## Buzduganul ca simbol

Buzduganul regelui Ferdinand

Buzduganul folosit ca însemn al puterii suverane s-a transformat în sceptru.
În ziua de 10 mai 1920, șase fete de la orfelinatul Radu-Vodă i-au oferit regelui Ferdinand I al României un buzdugan din aur. Arma, împodobită cu pietre prețioase, a fost cumpărată prin subscripție publică și marcată cu inscripția: "Regelui Ferdinand I, regele tuturor românilor dându-i-se acest buzdugan de către poporul său ca răsplată pentru vrednicia și buna conducere a țării în anii 1916-1919". Regele Ferdinand a precizat ca primește emoționat "darul", care a fost purtat în trecut și de voievozii Țărilor Române. Pe acest buzdugan, în partea superioară, sunt reprezentate patru statuete de țărănci în costume naționale. Ele reprezintă România (regatul vechi), Transilvania, Basarabia și Bucovina. În vârful buzduganului se regăsește capul acvilei cruciate.
Emblema Armatei Naționale a Republicii Moldova conține și un buzdugan, în gheara stângă a acvilei. Această armă militară, folosită în lupta corp la corp, și-a adăugat cu timpul la înțelesul său militar și un înțeles al demnității și puterii suverane. Buzduganul, spada și coroana erau cele trei atribute heraldice ale Domnitorului Țării Moldovei, care întruchipau puterea lui suverană supremă militară și laică în stat.
Conform tradiției, Junii Brașoveni sunt conduși de un vătaf care, ca atribut de conducător, poartă un buzdugan mare. Locțiitorii săi, denumiți armași, dețin buzdugane mai mici decât ale vătafului. Odinioară, aceștia practicau aruncarea buzduganului ca probă a puterii și a virilității.

## Buzduganul în folclor
În cadrul basmelor, adesea apare un buzdugan pe care zmeul îl aruncă de departe spre casa sa, buzduganul lovind întâi porțile casei, lovind apoi masa, și abia după aceea așezându-se singur în cui, pe perete. Buzduganul e mânuit și mai bine de eroii pozitivi. În basmul Prâslea cel voinic și merele de aur, „Prâslea, luă buzduganul, îl azvârli înapoi mai departe decât îl azvârlise zmeul și, când era prin dreptul lui, îl atinse pe umere”.
În basmul lui Mihai Eminescu, Făt-Frumos din lacrimă, apare următorul episod: „Când era destul de mare, puse să-i facă un buzdugan de fier, îl aruncă în sus de despică bolta cerului, îl prinse pe degetul cel mic și buzduganul se rupse-n două. Atunci puse să-i facă altul mai greu și-l aruncă în sus aproape de palatul de nori al lunei; căzând din nori, nu se rupse de degetul voinicului”.